# Vitorlázás az 1948. évi nyári olimpiai játékokon
Az 1948. évi nyári olimpiai játékokon a vitorlázásban öt számot bonyolítottak le.

## Éremtáblázat
(A rendező ország csapata eltérő háttérszínnel, az egyes számoszlopok legmagasabb értéke, vagy értékei vastagítással kiemelve.)
| Az 1948. évi nyári olimpiai játékok éremtáblázata vitorlázásban | Az 1948. évi nyári olimpiai játékok éremtáblázata vitorlázásban | Az 1948. évi nyári olimpiai játékok éremtáblázata vitorlázásban | Az 1948. évi nyári olimpiai játékok éremtáblázata vitorlázásban | Az 1948. évi nyári olimpiai játékok éremtáblázata vitorlázásban | Olimpia  |
| --------------------------------------------------------------- | --------------------------------------------------------------- | --------------------------------------------------------------- | --------------------------------------------------------------- | --------------------------------------------------------------- | -------- |
|                                                                 | Ország                                                          | Arany                                                           | Ezüst                                                           | Bronz                                                           | Összesen |
| 1.                                                              | Egyesült Államok (USA)                                          | 2                                                               | 1                                                               | 1                                                               | 4        |
| 2.                                                              | Dánia (DEN)                                                     | 1                                                               | 0                                                               | 1                                                               | 2        |
| 3.                                                              | Nagy-Britannia (GBR)                                            | 1                                                               | 0                                                               | 0                                                               | 1        |
| 3.                                                              | Norvégia (NOR)                                                  | 1                                                               | 0                                                               | 0                                                               | 1        |
|                                                                 |                                                                 |                                                                 |                                                                 |                                                                 |          |
| 5.                                                              | Svédország (SWE)                                                | 0                                                               | 1                                                               | 1                                                               | 2        |
| 6.                                                              | Argentína (ARG)                                                 | 0                                                               | 1                                                               | 0                                                               | 1        |
| 6.                                                              | Kuba (CUB)                                                      | 0                                                               | 1                                                               | 0                                                               | 1        |
| 6.                                                              | Portugália (POR)                                                | 0                                                               | 1                                                               | 0                                                               | 1        |
|                                                                 |                                                                 |                                                                 |                                                                 |                                                                 |          |
| 9.                                                              | Hollandia (NED)                                                 | 0                                                               | 0                                                               | 1                                                               | 1        |
|                                                                 |                                                                 |                                                                 |                                                                 |                                                                 |          |
| Összesen                                                        | Összesen                                                        | 5                                                               | 5                                                               | 5                                                               | 15       |

## Érmesek
| Az 1948. évi nyári olimpiai játékok érmesei vitorlázásban | | | |
| Versenyszám                                               | Arany | Ezüst | Bronz |
| Finn dingi                                                | Paul Elvstrøm · Dánia (DEN) · 486                                                                               | Ralph Evans · Egyesült Államok (USA) · 501 | Jacobus De Jong · Hollandia (NED) · 489                                                                       |
| Csillaghajó                                               | Egyesült Államok (USA) · Hilarius · Hilary Smart · Paul Smart                                                   | Kuba (CUB) · Kurush III · Carlos de Cárdenas Culmell · Carlos de Cárdenas Plá                                                                          | Hollandia (NED) · Starita · Bob Maas · Eddy Stutterheim                                                       |
| Fecske osztály                                            | Nagy-Britannia (GBR) · Swift · Stewart Morris · David Bond                                                      | Portugália (POR) · Symphony · Duarte de Almeida Bello · Fernando Pinto Coelho Bello                                                                    | Egyesült Államok (USA) · Margaret · Lockwood Pirie · Owen Torrey                                              |
| 6 méter                                                   | Egyesült Államok (USA) · Llanoria · Herman Whiton · Alfred Loomis · James Weekes · James Smith · Michael Mooney | Argentína (ARG) · Djin · Enrique Sieburger · Emilio Homp · Rufino Rodríguez de la Torre · Rodolfo Rivademar · Julio Sieburger · Enrique Sieburger, Jr. | Svédország (SWE) · Ali Baba II · Tore Holm · Torsten Lord · Martin Hindorff · Carl Robert Ameln · Gösta Salén |
| Sárkányhajó                                               | Norvégia (NOR) · Pan · Thor Thorvaldsen · Sigve Lie · Håkon Barfod                                              | Svédország (SWE) · Slaghöken · Folke Bohlin · Hugo Johnson · Gösta Brodin                                                                              | Dánia (DEN) · Snap · William Berntsen · Ole Berntsen · Klaus Baess                                            |